# Wahrscheinlichkeiten bei Texas Hold’em
Wahrscheinlichkeiten bei Texas Hold’em beschreibt die wahrscheinliche Verteilung der Gewinnchance einer gegebenen Starthand (Hole cards) in der Pokerspielvariante Texas Hold’em.

## Starthand
Für die Stärke einer Starthand gilt ungefähr die folgende Tabelle. Je kleiner eine Zahl ist, desto besser ist die Hand. Offsuited Hände sind links bzw. unterhalb der Hauptdiagonalen, Gleichfarbige Hände (suited) sind rechts bzw. oberhalb der Hauptdiagonalen.
|   | A | K | Q | J | T | 9 | 8 | 7 | 6 | 5 | 4 | 3 | 2 |
| - | - | - | - | - | - | - | - | - | - | - | - | - | - |
| A | 1 | 1 | 2 | 2 | 3 | 5 | 5 | 5 | 5 | 5 | 5 | 5 | 5 |
| K | 2 | 1 | 2 | 3 | 4 | 6 | 7 | 7 | 7 | 7 | 7 | 7 | 7 |
| Q | 3 | 4 | 1 | 3 | 4 | 5 | 7 |   |   |   |   |   |   |
| J | 4 | 5 | 5 | 1 | 3 | 4 | 6 | 8 |   |   |   |   |   |
| T | 6 | 6 | 6 | 5 | 2 | 4 | 5 | 7 |   |   |   |   |   |
| 9 | 8 | 8 | 8 | 7 | 7 | 3 | 4 | 5 | 8 |   |   |   |   |
| 8 |   |   |   | 8 | 8 | 7 | 4 | 5 | 6 | 8 |   |   |   |
| 7 |   |   |   |   |   |   | 8 | 5 | 5 | 7 | 8 |   |   |
| 6 |   |   |   |   |   |   |   | 8 | 6 | 5 | 7 |   |   |
| 5 |   |   |   |   |   |   |   |   | 8 | 6 | 6 | 8 |   |
| 4 |   |   |   |   |   |   |   |   |   | 8 | 7 | 7 | 8 |
| 3 |   |   |   |   |   |   |   |   |   |   |   | 7 | 8 |
| 2 |   |   |   |   |   |   |   |   |   |   |   |   | 7 |

Um die Wahrscheinlichkeiten für eine Starthand zu ermitteln, gibt es prinzipiell zwei Wege.

### Ergebnismenge
Berechne die Anzahl der Möglichkeiten, dass man eine bestimmte Hand trifft. Um beispielsweise AA zu erhalten, gibt es, vorausgesetzt man ignoriert die Reihenfolge, sechs Möglichkeiten, nämlich A♠ A♥, A♠ A♦, A♠ A♣, A♥ A♦, A♥ A♣, A♦ A♣.
Die Formel hierzu lautet
{\displaystyle {\binom {n}{r}}={\frac {n!}{r!\cdot (n-r)!}}}
also
{\displaystyle {\frac {4!}{(2!\cdot (4-2)!)}}=6}
(n! sprich n Fakultät)
Insgesamt gibt es
{\displaystyle {\frac {52\cdot 51}{2!}}={52 \choose 2}=1326}
verschiedene Starthände. Daraus folgt für die Wahrscheinlichkeit für zwei Asse
{\displaystyle P={\frac {6}{1326}}={\frac {1}{221}}}.

### Bedingte Wahrscheinlichkeit
Bei zweiundfünfzig Karten gibt es vier Asse im Deck. Die Wahrscheinlichkeit ein Ass zu erhalten, liegt also bei
{\displaystyle {\frac {4}{52}}={\frac {1}{13}}}
Die Wahrscheinlichkeit, bei einer fehlenden Karte, die ein Ass ist, ein Ass zu erhalten beträgt
{\displaystyle {\frac {3}{51}}={\frac {1}{17}}}
Daraus folgt also eine Wahrscheinlichkeit von...
{\displaystyle {\frac {1}{13}}\cdot {\frac {1}{17}}={\frac {1}{221}}}
... dass man 2 Asse beim Austeilen erhält.

### Analyse
Insgesamt sind bei Texas Hold’em 1.326 verschiedene Starthände möglich. Die Farben wurden in die Rechnung miteinbezogen.
Durch die vorherigen Rechnungen erfahren wir, dass man im Durchschnitt bei jeder 221. Hand zwei Asse erhält.
Da im Poker alle Farben denselben Wert haben, sind viele der 1.326 möglichen Starthände zumindest vor dem Flop gleichwertig. Daher werden Hände vor dem Flop prinzipiell in drei Gruppen unterteilt
| Informationen           | Anzahl der Hände | Farben-Permutationen für jede Hand            | Kombinationen | Bestimmte Hand des Typs                                                                          | Bestimmte Hand des Typs | Irgendeine Hand des Typs                                                                            | Irgendeine Hand des Typs |
| Informationen           | Anzahl der Hände | Farben-Permutationen für jede Hand            | Kombinationen | Wahrscheinlichkeit                                                                               | Wette                   | Wahrscheinlichkeit                                                                                  | Wette                    |
| ----------------------- | ---------------- | --------------------------------------------- | ------------- | ------------------------------------------------------------------------------------------------ | ----------------------- | --------------------------------------------------------------------------------------------------- | ------------------------ |
| Pocket Pair             | 13               | {\displaystyle {4 \choose 2}=6}               | 13·6= 78      | {\displaystyle {\begin{matrix}{\frac {6}{1326}}\approx 4{,}52\,{}^{0\!}\!/\!_{00}\end{matrix}}}  | 220 : 1                 | {\displaystyle {\begin{matrix}{\frac {78}{1326}}\approx 58{,}80\,{}^{0\!}\!/\!_{00}\end{matrix}}}   | 16 : 1                   |
| Gleiche Farben          | 78               | {\displaystyle {4 \choose 1}=4}               | 78·4= 312     | {\displaystyle {\begin{matrix}{\frac {4}{1326}}\approx 3{,}02\,{}^{0\!}\!/\!_{00}\end{matrix}}}  | 331 : 1                 | {\displaystyle {\begin{matrix}{\frac {312}{1326}}\approx 235{,}30\,{}^{0\!}\!/\!_{00}\end{matrix}}} | 3.25 : 1                 |
| Unterschiedliche Farben | 78               | {\displaystyle {4 \choose 1}{3 \choose 1}=12} | 78·12= 936    | {\displaystyle {\begin{matrix}{\frac {12}{1326}}\approx 9{,}05\,{}^{0\!}\!/\!_{00}\end{matrix}}} | 110 : 1                 | {\displaystyle {\begin{matrix}{\frac {936}{1326}}\approx 705{,}90\,{}^{0\!}\!/\!_{00}\end{matrix}}} | 0.417 : 1                |

Folgend die Wahrscheinlichkeiten für bestimmte Hände:
| Hand                                                                | Wahrscheinlichkeit | Wette     |
| ------------------------------------------------------------------- | ------------------ | --------- |
| AKs oder zwei andere bestimmte Suiteds                              | 0,302 %            | 331 : 1   |
| AA oder ein anderes bestimmtes Paar                                 | 0,452 %            | 220 : 1   |
| AKs, KQs, QJs, oder JTs                                             | 1,207 %            | 81,9 : 1  |
| AK oder ein anderes bestimmtes Nicht-Paar                           | 1,207 %            | 81,9 : 1  |
| AA, KK, oder QQ                                                     | 1,357 %            | 72,7 : 1  |
| AA, KK, QQ oder JJ                                                  | 1,810 %            | 54,3 : 1  |
| Gleichfarbige Karten, J oder höher                                  | 1,810 %            | 54,3 : 1  |
| AA, KK, QQ, JJ, oder TT                                             | 2,262 %            | 43,2 : 1  |
| Gleichfarbige Karten, T oder höher                                  | 3,017 %            | 32,2 : 1  |
| Suited Connectors                                                   | 3,922 %            | 24,5 : 1  |
| Connectors, T oder besser                                           | 4,827 %            | 19,7 : 1  |
| Zwei Karten, Q oder höher                                           | 4,977 %            | 19,1 : 1  |
| Beliebiges Paar                                                     | 5,882 %            | 16 : 1    |
| Zwei Karten, J oder höher                                           | 9,050 %            | 10,1 : 1  |
| Zwei Karten, T oder höher                                           | 14,329 %           | 5,98 : 1  |
| Connectors                                                          | 15,686 %           | 5,38 : 1  |
| Zwei Karten, 9 oder höher                                           | 20,815 %           | 3,81 : 1  |
| Weder Connected noch Suited, mindestens eine Karte 9 oder niedriger | 54,299 %           | 0,842 : 1 |

### Starthände imHeads-Up
Im Heads-Up kann der gegnerische Spieler
{\displaystyle {\frac {50\cdot 49}{2}}={50 \choose 2}=1225}
verschiedene Starthände haben. Nach dem Flop sinkt diese Zahl auf
{\displaystyle {\frac {47\cdot 46}{2}}={47 \choose 2}=1081}
mögliche Hände.
Insgesamt gibt es im Heads-Up
{\displaystyle {52 \choose 2}{50 \choose 2}=1.624.350}
verschiedene Konfrontationsmöglichkeiten, welche Karten die Spieler auf der Hand haben.
Wir nehmen nun an, dass zwei Spieler ihre Hand bis nach dem River behalten und wir so einen Showdown sehen. Es gibt
{\displaystyle {48 \choose 5}=1.712.304}.
Möglichkeiten für die Gemeinschaftskarten. Daraus folgt, dass es
{\displaystyle 1.712.304\cdot 1.624.350=3.679.075.400={52 \choose 9}}
also rund 3,68 Milliarden Möglichkeiten für die Verteilung der Gemeinschafts- und Hole Cards gibt.
Rein mathematisch macht es keinen Unterschied, ob anfangs mehr Spieler mitgespielt haben, die ihre Karten aber weggelegt haben (abgelegte und nicht ausgeteilte Karten sind in der Rechnung beide gleichermaßen unberücksichtigt). Doch im Spiel hätten die Gegenspieler natürlich nur ein schlechtes Blatt abgeworfen. Hier wird also implizit davon ausgegangen, dass es von Anfang an nur zwei Spieler gewesen sind (Definition 1. von Heads-Up), und dass es sich um ein komplett neues Blatt handelt.

### Vergleich zweier Starthände
Folgende Tabelle beinhaltet Wahrscheinlichkeiten für den Ausgang eines Aufeinandertreffens der Starthände zweier Spieler
| Favorit gegen Underdog                 | Wahrscheinlichkeit | Wette   |
| -------------------------------------- | ------------------ | ------- |
| Paar gegen Undercards                  | 83,0 %             | 4.9 : 1 |
| Paar gegen niedrigeres Paar            | 82,0 %             | 4.5 : 1 |
| Paar gegen je eine Over- und Undercard | 71,0 %             | 2.5 : 1 |
| 2 Over- gegen 2 Undercards             | 63,0 %             | 1.7 : 1 |
| Paar gegen 2 Overcards                 | 55,0 %             | 1.2 : 1 |

Diese Zahlen sind nicht ganz genau anzugeben, schließlich können auch die Farben der Karten Einfluss auf das Ergebnis haben.
Beispiel: A♠ A♣ gewinnt gegen K♠ Q♣ zu 87,650 % (0,490 % zum Split Pot), gegen 6♦ 7♦ aber nur zu 76,81 % (0,32 % für Split Pot).